# Pierre Rebeyrol
Pierre Rebeyrol, född 1798 i Nantes, död 1850, var en fransk klarinettvirtuos och tonsättare.
Rebeyrol var elev vid Pariskonservatoriet, där han i klarinettklassen erhöll första priset. Han studerade därefter komposition under Reicha. Rebeyrol blev 1834 musiklärare vid en offentlig skola i Nantes. Han komponerade symfonier, stråkkvartetter och -kvintetter med mera.